# Tettigidea armata
Tettigidea armata är en insektsart som beskrevs av Morse 1895. Tettigidea armata ingår i släktet Tettigidea och familjen torngräshoppor. Inga underarter finns listade i Catalogue of Life.